# Nuncia kershawi
Nuncia kershawi is een hooiwagen uit de familie Triaenonychidae.